# Bárbara de La Torre Gutiérrez
Bárbara de La Torre Gutiérrez del Corral también conocida como Bárbarita o La Amazona Trujillense (n. Provincia de Maracaibo (hoy Estado Trujillo), Capitanía General de Venezuela, 4 de diciembre de 1790 - f. Trujillo, Venezuela, 1 de noviembre de 1817) fue una militar venezolana, defensora de la causa emancipadora y republicana durante la Independencia de Venezuela.

## Biografía
Bárbara de la Torre nació el 4 de diciembre de 1790 en la antigua Provincia de Maracaibo en la zona que actualmente comprende el estado Trujillo, específicamente en la Residencia de la familia de La Torre Gutiérrez en la localidad de Escuque, siendo hija de Vicente de La Torre y Manuela Gutiérrez del Corral. Ya iniciada los procesos emancipadores en Venezuela se casa con Antonio Guillén, de dicho enlace matrimonial nacen dos hijos: Luis Guillermo y Ramón Miguel Guillén de La Torre. 

### Participación en la independencia
Estuvo activamente en el campo de batalla, las más importantes hazañas en las que participó fueron realizadas casi todas en el mes de junio de 1813, tales como:
La Batalla de Las Trincheras en  Betijoque del día 1 (no confundirse con la Batalla de Las Trincheras de octubre del mismo año), en el Combate Campal de Escuque del día 2, en la Batalla de El Colorado en Escuque del día 3, en la Batalla de Ponemesa en Betijoque del día 4, Batalla de Los Higuerones (o también conocida como la Batalla de Los Higuerotes) en Pampán del día 12, en la Batalla de Los Cuarteles del día 13 y la Batalla Agua de Obispo del día 18; estas dos últimas ocurridas en Carache y finalmente en la Batalla de Niquitao en Boconó el 2 de julio del mismo año. Algunos historiadores afirman que Bárbara estuvo presente en la firma de la Proclama de Guerra a Muerte.
De La Torre continuó participando en diversas campañas militares, pero es durante su participación en la Batalla de Agua Santa de 1814 donde es apresada por Francisco María Farías, gobernador de la Provincia de Trujillo; su padre el Coronel Vicente de La Torre estableció a un acuerdo con el Gobernador mediante el cual se ofrecía a cumplir la condena de su hija, quedando esta en libertad, para el 24 de diciembre de 1815 Vicente de La Torre es fusilado.
Finalmente Bárbara es nuevamente apresada en 1817 por el mestizo Juan José de Los Reyes Vargas en La Ceibita, la combatiente es violada y luego asesinada al ser lanzada por los realistas por el Zanjón del Violo, en la Quebrada de Los Cedros de Trujillo, el 1 de noviembre de 1817.